# Santarém (fromage)
 (décembre 2024).
Si vous disposez d'ouvrages ou d'articles de référence ou si vous connaissez des sites web de qualité traitant du thème abordé ici, merci de compléter l'article en donnant les références utiles à sa vérifiabilité et en les liant à la section « Notes et références ».
Pour les articles homonymes, voir Santarém.
Le santarém est un fromage portugais fabriqué dans la région de Santarém, chef-lieu de la province de Ribatejo, haut lieu de la gastronomie portugaise à environ 70 km au nord-est de Lisbonne, sur la rive nord du Tage. 
C'est un petit fromage au lait de brebis, d'un poids moyen de 150 grammes, conservé plus ou moins longtemps dans de l'huile d'olive.